# Anja Kofmel
Anja Kofmel (geboren 1982 in Lugano) ist eine Schweizer Animationsfilmemacherin und Regisseurin.

## Werdegang
Anja Kofmel studierte von 2005 bis 2009 Animation an der Hochschule Luzern – Design & Kunst. Ihr Bachelorfilm Chrigi wurde an Festivals wie dem International Documentary Film Festival Amsterdam, dem Trickfilmfestival Stuttgart und den Kurzfilmtagen Winterthur gezeigt; am letzten wurde er mit dem Preis für den besten Schulfilm ausgezeichnet. Sie wirkte bei mehreren Projekten als Animatorin mit, darunter Das Erste und das Letzte unter der Regie von Kaspar Kasics.
2018 wurde ihr animierter Dokumentarfilm Chris the Swiss uraufgeführt. Für die Realisation des Filmes hatte sie unter anderem zwei Jahre in Kroatien und Deutschland gelebt und ein Team aus Animatoren und Animatorinnen geleitet, die an der Umsetzung des Filmes mitgearbeitet hatten. Der Film feierte am Filmfestival von Cannes in der Sektion Semaine de la Critique Premiere, und wurde an zahlreiche weitere Festivals eingeladen. Er wurde unter anderem mit dem Zürcher Filmpreis ausgezeichnet, sowie mit drei Schweizer Filmpreisen (Bester Dokumentarfilm, Beste Montage, Beste Filmmusik).
Seit 2022 ist sie Mitglied im Stiftungsrat der Zürcher Filmstiftung.

## Filmografie (Auswahl)
Als Regisseurin:
- 2003: Strichcode
- 2004: Je Suisse
- 2005: Selling Shoes, BoxerBox
- 2009: Chrigi
- 2018: Chris the Swiss

Als Animatorin:
- 2018: Hanna la Rouge
- 2018: Das Erste und das Letzte